# Смерть Адоніса (картина Рубенса)
«Смерть Адоніса» — картина фламандського живописця Пітера Пауля Рубенса, створена близько 1614 року. У 2000 році американський бізнесмен єврейського походження Сол Стейнберг подарував картину Музею Ізраїлю в Єрусалимі.

## Опис
У картині поєднана трагічна історія і типовий для Рубенса еротичний стиль, що притаманний творам митця після повернення з Італії.
Сюжет картини заснований на вірші «Надгробний спів Адонісові» Біона Смірнського та епізоді з «Метаморфоз» Овідія, де викладений міф про смерть Адоніса.
Рубенс зображує момент, коли Венера (Афродіта) знаходить тіло свого молодого красеня-коханця, що помер, спливши кров'ю, після фатального полювання на кабана.
В картині, сповненій пафосу й пристрасті, поєднуються італійські й фламандські стилістичні мотиви. Рубенс підсилює трагічність моменту присутністю трьох грацій й Амура, що оплакують Адоніса разом з Венерою, створюючи тим самим алюзію на сцену П'єта. Спокійними залишаються лише собаки, одна з яких навіть хлебтає кров Адоніса, що є, можливо, натяком на те, що природа у своїй величі не звертає уваги на горе навіть найпрекраснішої з богинь.